# Edmund Husserl
Edmund Husserl (n. 8 aprilie 1859, Prosznitz, azi Prostejov/Republica Cehă — d. 26 aprilie 1938, Freiburg im Breisgau), filosof austriac, creatorul fenomenologiei moderne, care a jucat un rol hotărâtor în dezvoltarea existențialismului.

## Viața și opera filosofică

### Educația și primele lucrări
Edmund Husserl a studiat la început științele naturii și matematica la universitățile din Leipzig (1876) și Berlin (1878), sub îndrumarea profesorilor Karl Weierstrass și Leopold Kronecker. Alături de cei doi, o influență puternică va exercita asupra lui Husserl și profesorul său de filosofie, Paulsen.
În 1881 pleacă la Viena și obține în 1883 doctoratul cu dizertația "Beiträge zur Variationsrechnung" ("Contribuții la calculul variațiilor"). La Viena începe să urmeze cursurile de psihologie și filosofie ale lui Franz Brentano, pe care le continuă la Halle cu discipolul lui Brentano, Carl Stumpf. Aici obține titlul de docent (venia legendi) și scrie lucrarea "Asupra conceptului de număr" (Über den Begriff der Zahl, 1887), care-i servește ca bază pentru prima sa operă majoră, "Filosofia aritmeticii" (Philosophie der Arithmetik, 1891), în care demonstrează valabilitatea adevărurilor matematice, independent de modul în care au fost obținute. Husserl încearcă să combine matematica cu psihologia și filosofia, analizând procedeul psihologic necesar pentru a ajunge la conceptul de număr.

### Reprezentare și Intenționalitate
De la Brentano și Stumpf, Husserl reia distincția între modul propriu și impropriu de reprezentare (Vorstellung). El explică această deosebire cu un exemplu: dacă cineva se află în fața unei case, are o reprezentare proprie și directă a acestei case (eine Anschauung), dar dacă aceeași persoană caută această casă în conformitate cu o descriere ("casa cu două etaje la colțul dintre strada X cu strada Y"), atunci această descriere îi furnizează o reprezentare indirectă și improprie a casei respective. Cu alte cuvinte, o reprezentare proprie este posibilă numai când se are acces direct la un obiect prezent imediat. O reprezentare improprie a obiectului se obține într-o manieră indirectă, recurgând la semne, simboluri, descrieri, în absența imediată a obiectului.
Un alt element important al filosofiei lui Husserl din această perioadă este conceptul de "Intenționalitate", dezvoltat în opera sa fundamentală "Cercetări logice" (Logische Untersuchungen, 1900/1901). Revizuind "Cogito"-ul cartesian (cogito, ergo sum - "gândesc, deci exist"), Husserl afirmă că a zice "gândesc" nu are nici un sens. Ar trebui spus "gândesc aceasta", pentru că principala caracteristică a conștiinței este de a se răsfrânge asupra altui lucru decât asupra ei însăși, de a avea un conținut, ea este "intențională", este conștiința a ceva.

### Fenomenologia
Între anii 1901 și 1916, Husserl predă la Universitatea din Göttingen, inaugurând o adevărată școală de Fenomenologie, și publică opera sa capitală "Idei asupra unei fenomenologii pure și asupra unei filosofii fenomenologice" (Ideen zu einer reinen Phänomenologie und phänomenologischen Philosophie, 1913). După Husserl, "fenomen este tot ceea ce - într-un fel oarecare - se manifestă". Pentru a fi manifest, un fenomen nu trebuie neapărat să fie public, stările mele de conștiință se manifestă doar mie însumi, ele sunt totuși - chiar prin excelență - materie cu descriere fenomenologică. Fenomenul, oricât ar fi de necesar de a-l interpreta pentru a-l epuiza, nu este expresia deformată a unui lucru ascuns, nu mai este "fenomenul" kantian opus "numenului" său. Husserl folosește metoda pe care o denumește "reducție fenomenologică" (phänomenologische Reduktion), pentru a lăsa să transpară tot ceea ce se manifestă în conștiință, pentru a putea lua act de prezența sa și a exclude ipoteza existenței obiectelor exterioare. Ceea ce rămâne este "ego"-ul transcendental, opus celui empiric. Astfel, "fenomenologia transcendentală" reprezintă studiul structurilor esențiale care rămân revelate conștiinței pure.

### Ultimii ani
În 1916 Husserl este numit profesor titular de Filosofie la Universitatea din Freiburg im Breisgau. Este invitat să țină prelegeri și la Universitatea din Berlin, unde - la începutul anilor treizeci - l-a avut student pe Jean-Paul Sartre. Odată cu venirea la putere a nazismului, lui Husserl - deși convertit la religia creștină evanghelică - datorită originii sale evreești, îi este retras dreptul unei activități didactice universitare, interzicându-i-se chiar și accesul la biblioteca Universității din Freiburg. Reușește să mai publice în 1936 opera "Criza științelor europene și fenomenologia transcendentală" (Die Krisis der europäischen Wissenschaften und die transzendentale Phänomenologie). Husserl a murit la 27 aprilie 1938.

## Influența filosofiei lui Husserl asupra urmașilor
Principalul discipol al lui Husserl a fost Martin Heidegger, care a dezvoltat "Fenomenologia existențială", prin care - ca și maestrul său - a marcat un nou început în filosofie. Jean-Paul Sartre a elaborat Existențialismul, pornind în egală măsură de la filosofia lui Husserl și cea a lui Heidegger.

## Opera

### Antume
- 1887. Über den Begriff der Zahl. Psychologische Analysen (Despre conceptul de număr)
- 1891. Philosophie der Arithmetik. Psychologische und logische Untersuchungen (Filosofia aritmeticii)
- 1900. Logische Untersuchungen. Erste Teil: Prolegomena zur reinen Logik (Cercetări logice - vol. I)
- 1901. Logische Untersuchungen. Zweite Teil: Untersuchungen zur Phänomenologie und Theorie der Erkenntnis (Cercetări logice - vol. II)
- 1911. Philosophie als strenge Wissenschaft (Filosofia ca știință riguroasă)
- 1913. Ideen zu einer reinen Phänomenologie und phänomenologischen Philosophie. Erstes Buch: Allgemeine Einführung in die reine Phänomenologie (Idei directoare pentru o fenomenologie pură și o filosofie fenomenologică)
- 1928. Vorlesungen zur Phänomenologie des inneren Zeitbewusstseins (Prelegeri despre fenomenologia conștiinței interne a timpului)
- 1929. Formale und transzendentale Logik. Versuch einer Kritik der logischen Vernunft (Logica formală și logica transcedentală)
- 1931. Mèditations cartèsiennes (Meditații carteziene)
- 1936. Die Krisis der europäischen Wissenschaften und die transzentale Phänomenologie: Eine Einleitung in die phänomenologische Philosophie (Criza științelor europene și fenomenologia transcedentală)

### Postume
După decesul lui Husserl, manuscrisele inedite (peste 45.000 pagini ) au fost transportate în Belgia, la Louvain, grație unui discipol, H.L. van Breda. Seria de volume Husserliana inițiată în 1950 cuprinde:
- Meditații carteziene și Conferințe pariziene
- Ideea fenomenologiei. Cinci prelegeri.
- Filosofia primă. Partea întâi: O istorie critică a ideilor
- Filosofia primă. Partea a doua: Teoria reducției transcendentale
- Analize ale sintezei pasive. Din manuscrisele prelegerilor și ale cercetărilor 1918-1926
- Despre fenomenologia intersubiectivității
- Cercetări logice. Volum suplimentar. Schițe pentru reformularea cercetării a șasea
- Imaginația, conștiința imaginii, amintirea. Despre o fenmenologie a reprezentărilor intuitive
- Introducere în logica și teoria cunoașterii

## Legături externe
- en  Husserlpage.com
- de  Arhiva Husserl a Universității din Köln
- en  Husserl-Arhiva Leuven Arhivat în 7 august 2004, la Wayback Machine.
- ro  Husserl si Heidegger, Cronologie comparativa a scrierilor, exegezei si a traducerilor, pe Vox philosophiae Arhivat în 7 septembrie 2009, la Wayback Machine.
- ro  Husserliana: Edmund Husserl Gesammelte Werke (opere complete), pe Vox philosophiae Arhivat în 7 septembrie 2009, la Wayback Machine.
- de  Arhiva Husserl a Universității Freiburg